# Динамический язык программирования
Динамический язык — язык программирования, который позволяет определять типы данных и осуществлять синтаксический анализ и компиляцию «на лету», на этапе выполнения программы. Динамические языки удобны для быстрой разработки приложений.
Динамическая типизация является основным, но не единственным критерием динамического языка программирования.
К динамическим языкам относятся: Perl, Tcl, Python, PHP, Ruby, Smalltalk, JavaScript. Некоторыми динамическими чертами обладает также Visual Basic.

## Типизация в динамических языках
В программах, созданных на динамически типизированных языках, переменные должны быть определены (но не явно декларированы) перед их использованием. Это избавляет от необходимости писать слишком длинный код — многим программистам нравится возможность использовать переменную тогда, когда она требуется, без обязательной её предварительной декларации.

## Достоинства и недостатки
Динамические языки позволяют разработчикам быстрее добиваться результатов.
Код в этих случаях получается более компактным, поскольку, например, в нем отсутствуют обязательные декларации типов переменных. Это позволяет разработчикам эффективно декларировать команды с помощью кода небольшого объема (а не детального, сугубо специфического программирования), что значительно ускоряет процесс создания приложения.